# Vladimir Tismăneanu
Vladimir Tismăneanu (n. 4 iulie 1951, Brașov) este un politolog român de origine evreiască, stabilit în Statele Unite. Este profesor de științe politice la Universitatea Maryland. În 2006 a fost președinte al Comisiei Prezidențiale de Analiză a Dictaturii Comuniste din România, iar din data de 11 aprilie 2007, președintele Comisiei Prezidențiale Consultative pentru Analiza Dictaturii Comuniste din Romania. Specialist în teoria sistemelor politice, politici comparate, analiza ideologiilor și mișcărilor revolutionare din secolul al XX-lea.
Tismăneanu este obiectul unei intense controverse în urma numirii sale în aprilie 2006 ca președinte al Comisiei Prezidențiale pentru Analiza Dictaturii Comuniste din România, comisie care a redactat raportul prezentat de Traian Băsescu în plenul Parlamentului României în data de 18 decembrie 2006.

## Viața
Vladimir Tismăneanu este fiul militanților comuniști Leonte Tismăneanu și Hermina Marcusohn,.
A urmat cursurile Liceului 24 (actualul Jean Monnet) din cartierul Primăverii, unde a fost coleg de clasa cu Nicu Ceaușescu și alți copii sau nepoți de nomenclaturiști (Răutu, Gheorghiu, Brucan, Onescu, Doicaru) .
A absolvit Facultatea de Filosofie a Universității din București, specializarea Sociologie în anul 1974 ca șef de promoție. Lucrarea sa de licență este "Noua Stângă și Școala de la Frankfurt" (Editura Politică, 1976). Teza de doctorat (Universitatea București, 1980) are titlul "Revoluție și Rațiune Critică. Teoria politică a Școlii de la Frankfurt și radicalismul de stânga contemporan".
Între 1974-1981, a lucrat ca sociolog în cadrul Laboratorului de Cercetări Sociologice Urbane din cadrul Institutului de Proiectări pentru Construcții Tipizate din București. A fost o scurtă perioadă lector al Comitetului Central al UTC. A publicat în: Viața Studențească, Amfiteatru, Contemporanul, Revista de Filosofie 
În 1981 a participat la redactarea "Micului dicționar social-politic pentru tineret", unde contribuie cu o serie de articole. Volumul a fost coordonat de Virgil Măgureanu, pe atunci lector de științe politice la Academia Ștefan Gheorghiu. Datorită plecării lui Tismăneanu din țară, volumul a fost retras imediat din circulație.
În 1981, Vladimir Tismăneanu a rămas în Spania în timpul unei călătorii turistice. Tismăneanu a avut o scurtă ședere în Venezuela, unde a lucrat la Muzeul de Artă Contemporană din Caracas (condus de vara primară a tatălui său, Sofia Imber) și unde a colaborat cu Carlos Rangel (soțul Sofiei) - gânditor politic anti-comunist..
În 1982 s-a stabilit în SUA, mai întâi la Philadelphia, apoi la Washington D.C. Între 1983 și 1990 a fost cercetător la Foreign Policy Research Institute din Philadelphia, iar între 1985 și 1990 a predat la Universitatea Pennsylvania. În octombrie 1983 a adus și prima sa contribuție academică în Occident, în "Praxis International" (octombrie).. În februarie a început și lunga sa colaborare cu postul de radio Europa Liberă.
Predă din 1990 la Universitatea Maryland, unde este apreciat ca profesor de științe politice și director al "Centrului de Studii ale Societăților post-comuniste". 
Cercetător în științe politice la Woodrow Wilson Center (Washington, DC), Remarque Institute (New York University), National Endowment for Democracy, Institutul pentru Științele Omului (IWM-Viena). Redactor al revistei alternative de cultura AGORA, (1986-1990), al revistei Meridian (1991-1992), conduse de Dorin Tudoran, și editor-colaborator al Orbis, revista Foreign Research Institute (Philadelphia). Burse: National Endowment for the Humanities, US INstitute of Peace. Membru al Consiliului Stiintific, International Forum for Democratic Studies. Doctor Honoris Causa al Universitatii de Vest din Timisoara (2002) și al Școlii Naționale de Studii Politice și Administrative (SNSPA, 2003); membru al Societății Academice din România, condusă de Alina Mungiu-Pippidi. În ianuarie 2008 a primit premiul GDS pentru activitatea sa de coordonare a Comisiei Prezidențiale de Analiză a Dictaturii Comuniste și pentru rolul său în redactarea Raportului Final.
Redactor-șef (1998- prezent) al trimestrialului East European Politics and Societies. Membru a numeroase consilii editoriale, inclusiv "Revista 22", Studia Politica, Human Rights Review, Sfera Politicii, Democracy at Large și Journal of Democracy. Colaborator permanent al posturilor de radio Europa Liberă, Vocea Americii, Deutsche Welle și BBC.

Despre opera lui Vladimir Tismaneanu Adrian Marino scrie:
„Opera politologului Vladimir Tismaneanu, cu dublă identitate culturală, americană și română...indică un adevărat program de studii. Cărțile autorului nostru sunt de prim ordin, cu multe titluri americane și românești [...] Ele sint cu totul reprezentative pentru ceea ce începe să devină, efectiv, politologia românească.... Citind și studiind pe Vladimir Tismăneanu intrăm într-un nou teritoriu și respirăm, mai ales, o cu totul alta atmosferă publicistică. Frazele goale și descusute, eternul 'eseism' românesc, apos și inconsistent, au fost aruncate, sperăm, definitiv (?) la coș... Autorul are o mare dezinvoltură și o remarcabilă lipsă de inhibiție. Și nici un fel de complezență. Cineva l-a numit un 'marxist anticomunist'. Să zicem că ar fi sau că a fost, mai ales, așa. Cu atât mai remarcabilă este, nu spunem 'reciclarea' cât libertatea sa de spirit, luciditatea și acuitatea sa critică actuală. Și mai ales faptul că opera sa umple un gol considerabil. În plus, ea informează și 'popularizează'. Este, fără îndoială, meritul său esențial.”

## Lucrări publicate

### Cărți
- Noua stîngă și Școala de la Frankfurt, Editura Politică, 1976
- Condamnați la fericire. Experimentul comunist în România, Grupul de edituri ale Fundației EXO, 1991
- Ghilotina de scrum: despre nevroze și revoluții, Editura de Vest, 1992; ed. a II-a, Polirom, 2002
- Irepetabilul trecut, Editura Albatros, 1994; ed. a II-a, Curtea Veche, 2008
- Noaptea totalitară: crepusculul ideologiilor radicale în secolul 20, Athena, 1995
- Arheologia terorii, Editura Eminescu, 1992; ed. a II-a, ALLFA, 1996
- Fantoma lui Gheorghiu-Dej, Editura Univers, 1995; ed. a II-a, Humanitas, 2008
- Mizeria utopiei: Criza ideologiei marxiste in Europa de Est, Routledge, 1988, Polirom, 1997
- Fantasmele salvării: naționalism, democrație și mit în Europa postcomunistă, Princeton UP, 1998, Polirom, 1999
- Scrisori din Washington. Reflecții despre secolul douăzeci, Polirom, 2002
- Ghilotina de Scrum, carte de interviuri, Polirom, 2002
- Scopul și mijloacele: eseuri despre ideologie, tiranie și mit, Curtea Veche, 2004
- Democrație și memorie, Curtea Veche, 2006
- Refuzul de a uita. Articole si comentarii politice, Curtea Veche, 2007
- Despre 1989. Naufragiul utopiei, Editura Humanitas, București, 2009 [17]
- Despre comunism - Destinul unei religii politice, Humanitas, 2011[18]
- Lumea secretă a nomenclaturii. Amintiri, dezvăluiri, portrete, Humanitas, 2012 [19][20]
- Efigii ale unui cosmar istoric, Humanitas, 2015

#### Lucrări în engleză
- The ambiguity of Romanian national communism, New York, Telos Press, 1984
- The crisis of Marxist ideology in Eastern Europe: the poverty of Utopia, London ; New York; Routledge, 1988
- Personal power and political crisis in Romania, Oxford, Alden Press, 1989
- Uprooting Leninism, cultivating liberty; edited by Vladimir Tismaneanu and Patrick Clawson; Lanham; University Press of America, 1992
- Reinventing politics: Eastern Europe from Stalin to Havel, New York; Free Press, 1993. Volumul a fost tradus sub titlul Reinventarea politicului: Europa de Est de la Stalin la Havel, Polirom, 1996
- „The revolutions of 1989”, Routledge, 1999
- Stalinism for all seasons: a political history of Romanian communism, Berkeley; Los Angeles; London; University of California Press, 2003. Volumul a fost tradus sub titlul Stalinism pentru eternitate: o istorie politică a comunismului românesc, Polirom, 2005[21]
- Stalinism revisited: the establishment of communist regimes in East-Central Europe, Budapest; Central European University Press, 2009
- The Devil in History: Communism, Fascism, and Some Lessons of the Twentieth Century, University of California Press, 2012. Volumul a fost tradus sub titlul Diavolul în istorie: Comunism, fascism și câteva lecții ale secolului XX; Humanitas, 2013 [22][23][24][25][26]

#### Lucrări colective
- Împreună cu Mircea Mihăieș a scris șase cărți de dialoguri despre tranzițiile la democrație: Balul mascat (1996); The Neighbors of Franz Kafka. The Novel of a Neurosis / Vecinii lui Franz Kafka. Romanul unei nevroze (1998; Încet, spre Europa. Un dialog cu Mircea Mihăieș (2000); Schelete în dulap (2004); Cortina de ceață (2008); O tranziție mai lungă decât veacul. România după Ceaușescu (2011)
- a coordonat, împreună cu Sorin Antohi, volumul De la utopie la istorie: revoluțiile din 1989 și urmările lor (Central European University Press, 1999, trad. rom. Curtea Veche, 2006)
- Culpe care nu se uită, Editori Vladimir Tismăneanu, Dorin Dobrincu și Cristian Vasile, Editura Curtea Veche, 2001
- co-autor al volumului Marele Șoc din finalul unui secol scurt: Ion Iliescu în dialog cu Vladimir Tismăneanu (Ed. Enciclopedica, 2004) [27]
- a coordonat, împreună cu Doina Jela, volumul Ungaria 1956: revolta minților și sfârșitul mitului comunist (Curtea Veche, 2006)
- împreună cu Marc Howard și Rudra Sil, coordonator al volumului World Order After Leninism (University of Washington Press, 2006)
- Războiul de 30 de zile: jurnal colectiv de campanie. Contributori:Mircea Mihăieș, Toma Roman, Tia Șerbănescu, Cornel Nistorescu, Alina Mungiu-Pippidi, Vladimir Tismăneanu, Grigore Cartianu, Sorin Roșca Stănescu, Andrei Cornea, Ioana Lupea, Andrei Oișteanu, Cristian Pîrvulescu, Doina Jela, Sever Voinescu, Ovidiu Șimonca, Cristian Ghinea, Robert Turcescu, Ion Cristoiu, Carmen Mușat; Curtea Veche, 2007
- împreună cu Dorin Dobrincu și Cristian Vasile, Raport Final al Comisiei Prezidențiale de Analiză a Dictaturii Comuniste din România (București: Humanitas, 2007)
- împreună cu Cristian Vasile, Perfectul acrobat. Leonte Răutu, măștile răului (București: Humanitas, 2008)
- Anatomia resentimentului - Curtea Veche, 2010
- împreună cu Cristian Pătrășconiu - Cartea președinților, Editura Humanitas, 2013 [28]
- împreună cu Marius Stan - Dosar Stalin. Genialissimul generalissim, Editura Curtea Veche, 2014
- împreună cu Ciprian Măceșaru - Trei sute de ceaușești liliputani.(Micro)istorii personale în dialog, Humanitas, 2016

### Articole
În New York Times, Washington Post, Common Knowledge, The New Republic, Partisan Review, Gazeta Wyborcza, Sfera Politicii, Revista 22, Cotidianul, Evenimentul Zilei, Jurnalul Național.

### Filme
A scris scenariul și a prezentat filmul realizat de Dinu Tănase, "Condamnați la fericire: Experimentul comunist din România (1992). A realizat un serial pentru televiziunea română privind istoria dictaturii comuniste (realizator Octavian Serban). A fost consilier științific, împreună cu Radu Ioanid, pentru documentarul Irenei Lusztig "The Reconstruction" (2001) - film care tratează misterul "Marelui Jaf" al grupului Ioanid din 1959.

## Distincții
- „Revoluțiile din 1989. Între trecut și viitor” (Polirom, 1999) a primit premiul revistei Sfera Politicii pentru cea mai bună traducere românească din domeniu.
- Premiul Fundației Culturale Române (2001) și premiul „Ion I.C. Brătianu” (2001) pentru contribuții la promovarea ideilor liberale.
- Premiul „Barbara Jelavich” al Convenției Naționale de la Boston pentru cartea Stalinism for All Seasons: A Political History of Romanian Communism[29]

## Controverse
Înainte și după prezentarea raportului de către Traian Băsescu, numirea lui Tismăneanu în fruntea Comisiei pentru Analiza Dictaturii Comuniste a fost intens contestată..
Lui Tismăneanu i se reproșează activitatea de propagandist al CC al UTC, teoria marxist-leninistă dezvoltată în teza de licență și articolele dinainte de 1981 în sprijinul regimului comunist din România .

### Critici
Tismăneanu i-a propus inițial să facă parte din Comisie scriitorului anti-comunist Paul Goma dar l-a îndepărtat după numai opt zile. Goma îl consideră pe Tismăneanu "un pui de bolșevic":
 Nu, Vladimir Tismăneanu nu este deloc omul potrivit la locul potrivit.
În cartea-interviu cu fostul președinte Ion Iliescu  Marele șoc din finalul unui secol scurt, Vladimir Tismăneanu justifică regimul Iliescu și subliniază faptul că Ion Iliescu are merite în consolidarea democrației post-decembriste. Totuși, Iliescu, menționat în raport printre cei care au susținut și promovat comunismul în România, a declarat că raportul este o „făcătura politică, unilaterală, partizană și primitivă”. Partidul Conservator a declarat că raportul este superficial și lipsit de profesionalism. Corneliu Vadim Tudor, presedintele Partidului România Mare, de asemenea acuzat în raport, a declarat că membrii partidului vor boicota discursul președintelui Băsescu..
Raportul a fost criticat de Biserica Ortodoxă Română, de Institutul Revoluției Române din Decembrie 1989 și de Asociația Civic Media.
Gabriel Liiceanu și Tom Gallagher au criticat probitatea morală și calitățile științifice ale lui Vladimir Tismăneanu: 
 “Gabriel Liiceanu, dând un exemplu de lucru pe care îl considera strigător la cer, a afirmat că i se pare revoltător ca un om ca Vladimir Tismăneanu, care în anii 70 ridica în slăvi comunismul și scria elogios despre Ceaușescu, să fie tocmai persoana care conduce astăzi comisia însărcinată cu investigarea crimelor comunismului.”  
 Despre Tismăneanu, Tom Gallagher observa că: 
 “Tismaneanu s-a întors din exil mult mai puțin marcat de valorile civice americane - aspect datorat, probabil, lumii academice din SUA, frecvent preocupată de feude ideologice sau atrasă de marxism, uitând de marile valori autohtone.” 
 
Tismăneanu l-a cooptat in comisie pe Sorin Antohi, dovedit ulterior colaborator al Securității și care a recunoscut că ar fi mințit în legătură cu deținerea diplomei de doctorat. Antohi este în continuare editor al jurnalului academic East European politics and Societies Arhivat în 12 martie 2010, la Wayback Machine., unde Tismăneanu este presedintele comitetului editorial. Despre activitatea academică a lui Tismăneanu în România și relația sa controversată cu Antohi, Gallagher scrie: 
 “In final, doar timpul va demonstra dacă legitimitatea calităților intelectuale ale domnului Antohi se va dovedi mai solidă decât abilitățile manifeste prin crearea, din anii '90 încoace, a unui lobby cât se poate de benefic carierelor domnilor Antohi, Tismaneanu și Mihăieș. Nivelul de influență indus și obtinut de domniile lor în domeniul academic este similar celui stabilit de regulă în lumea serviciilor de informații sau a finanțelor neortodoxe, caracterizate prin personaje ce nu se lasă constrânse de norme în rest general valabile.(...) Și cine ar putea fi distins drept cel mai sinuos intelectual? Sa ne fie dat cumva să asistăm chiar la volatilizarea legendarei solidarități caracteristice grupului Tismăneanu în baza ambiției fiecăruia de a deveni veritabilul Salieri al României? Distincția locului fruntaș ii revine, cu prisosință, lui Tismăneanu. Și-a distribuit favorurile și susținerea cu aceeași abilitate de care dădea dovadă, odinioară, Ion Iliescu în plin proces de elaborare a fundamentului puterii sale politice. Mecenatul afișat se rezuma la o prozaică relație patron-client, caracteristică activităților lui Tismăneanu si Antohi.” 
 Mai departe, Gallagher scrie: 
 “Din 1989 încoace Tismaneanu nu a ezitat să le pună piedici istoricilor care nu dansează după cum cânta el.”  
 Despre politica academică dusă de Tismăneanu în România, Gallagher mai scrie că 
 ”Am o problemă cu Vladimir Tismaneanu, care poate fi facută publică: el vrea să construiască o rețea vastă, de tipul patron-client, în istoria contemporană și în științele politice, care nu diferă de ceea ce a făcut PSD-ul în domeniile pe care dorea să le controleze.” 
 Despre pozițiile politice ale lui Tismăneanu, Gallagher scrie: 
 “Vladimir Tismaneanu a stat în mai multe luntri. A fost un apropiat al celor care au sfidat neocomunismul la începutul anilor '90, dar în 2004 era gata sa-l proclame pe Ion Iliescu un lider luminat care, în ciuda unor defecte, a jucat un rol în consolidarea democrației românești.” 
 Despre relațiile lui Tismăneanu cu Iliescu și Basescu Gallagher scrie: 
”Tismaneanu i-a fost de folos lui Iliescu în 2004, deoarece președintele a recunoscut personalitatea lui reală, dincolo de imaginea occidentală de reformist pe care și-o cultiva. Dacă Traian Băsescu l-a ales pe Tismăneanu din motive similare, reiese ca președintele dorește să rămână credincios trecutului, nu să deschidă un proces pentru un viitor mai bun al României.” 
 Despre Comisia prezidată de Tismăneanu, Gallagher a scris: 
 “Dacă această comisie a lui Tismăneanu nu este receptivă la persoane din afara propriului lui cerc restrâns, ea ar putea chiar fi comparată în timp cu decizia lui Iliescu de a face false asociații de revoluționari, pentru a întina amintirea multora care au riscat totul și care, în unele cazuri, au pierdut totul în 1989.”  
 Despre cartea lui Tismăneanu “Marele șoc”, Gallagher scrie: 
 “Aceste doua ipostaze ale istoricului au colaborat într-una dintre cele mai bizare cărți publicate în timpul tranziției din România: "Marele șoc". Din acest volum lipsește orice analiză serioasă a mineriadelor, a manipulării naționalismului, a denigrării partidelor istorice, a mișcărilor civice și a monarhiei. Lipsește de asemenea o analiză a exploziei corupției sau a neîncetatelor influențe politice și a averii fabuloase pe care o posedă moștenitorii serviciilor secrete de dinainte de 1989.” 
 Despre poziția lui Tismăneanu față de Securitate, Gallagher scrie: 
”Dar cum rămâne cu rolul Securității? Cărțile lui Vladimir Tismaneanu nu acordă un interes special rolului ei. Tismăneanu pare, în general, mult mai interesat să realizeze o psiho-biografie a vieții și a epocii în care a trăit familia lui de ilegaliști, pentru a-și reveni dintr-un șoc de durată: acela de a fi fost azvârliți în "sălbăticie" pentru mai mult de 20 de ani, atunci când familia lui căzuse în dizgrație sub regimul lui Gheorghiu-Dej.” 
 După finalizarea si asumarea "Raportului Final" de către Președintele Băsescu in fața Parlamentlui din data de 18 decembre 2006, Liiceanu și-a exprimat public sprijinul pentru activitatea Comisiei Prezidențiale. În noiembrie 2007 editura patronată de Liiceanu, Humanitas, a publicat "Raportul Final", precizând că:
„Raportul este baza teoretică pentru un act official și, totodată, invitația pentru o investigație ulterioară, menită să aducă precizări suplimentare și nuanțe noi în judecarea acestei perioade din istoria României.”

Într-un articol scris în 1973 și reprodus recent de ziarul "Tricolorul", Vladimir Tismăneanu afirma: 
 "Pregătindu-mi licența pe o temă a marxismului contemporan, sînt nevoit să remarc, de asemenea, absența unor opere sistematice, care să pună în discuție multe din teoriile sociologice contemporane. Se preferă, de ce să nu spunem, amănuntele în locul unor analize complexe, consecvent științifice, în spiritul metodei marxiste a ceea ce constituie, în fapt, obiectul central al acestor doctrine contemporane".
Conform informațiilor apărute cotidianul Ziua, există un dosar întocmit de Serviciile Secrete ale regimului comunist, care prezintă o parte din viața lui Vladimir Tismăneanu nedezvăluită de acesta în CV-ul său (Tismăneanu nu își face public CV-ul pe pagina universității Maryland). Acest dosar s-ar găsi în Arhiva SRI, Fond "D", Dosar nr. 10.947, vol. 9, la pag. 369-370. Conform acestui dosar, Vladimir Tismăneanu a beneficiat de "mai multe călătorii peste graniță, ca turist, în țări socialiste și capitaliste", înainte de a fugi în Statele Unite. În Fișa din 13 august 1987 din dosarul său aflat în arhivele securității, se mentioneaza (tot potrivit Ziua) că în noiembrie 1981 Vladimir Tismăneanu a fugit din România sprijinit de unitatea U.M. 0617 a securității. Aceeași informație este susținută și de Mihai Pelin.
Legat de replicile pe care Tismăneanu le-a dat criticilor săi, Rich Andrew Hall, analist politic al CIA, specialist în probleme românești, remarca faptul că acesta "răspunde prompt și aplicat calomniilor mizerabile, din care și citează abundent, dar ignoră criticile rezonabile". Legat de partea despre revoluția din 1989 a raportului comisiei Tismăneanu, Hall apreciază că acesta "a citit extrem de puțin literatură și este extrem de vag și de imprecis", iar abordarea problematicii revoluției în raport dovedește amatorism.

### Susținere
Cu toate acestea, activitatea lui Vladimir Tismăneanu a fost apreciată și pozitiv atât in România cât și în mediul științific de cercetare a comunismului internațional.

După finalizarea si asumarea "Raportului Final" de către Președintele Băsescu in fața Parlamentlui din data de 18 decembre 2006, Liiceanu și-a exprimat public sprijinul pentru activitatea Comisiei Prezidențiale. În noiembrie 2007 editura patronată de Liiceanu, Humanitas, a publicat "Raportul Final", precizând că:
„Raportul este baza teoretică pentru un act official și, totodată, invitația pentru o investigație ulterioară, menită să aducă precizări suplimentare și nuanțe noi în judecarea acestei perioade din istoria României.”

Într-un laudatio cu ocazia acordării lui Tismăneanu a premiului GDS pentru anul 2007 (pentru activitatea în cadrul Comisiei Prezidențiale și pentru finalizarea Raportului), Liiceanu a arătat că:
„Am făcut parte dintre cei care nu au crezut în oportunitatea unui Raport asupra dictaturii comuniste din România. Atunci când a fost lansată această idee, am apărut într-un jurnal de televiziune și am spus: oare oamenii din decembrie 1989 au cerut un raport asupra comunismului înainte să iasă în stradă? Cum se justifică nevoia unui raport pentru condamnarea comunismului? De ce e nevoie ca președintele țării să ceară așa ceva? Pe urmă, pe măsură ce am vazut lucrurile evoluând, pe masură ce am început să cunosc munca acestei Comisii și după ce am văzut ceea ce s-a petrecut în jurul lansării Raportului ca atare am fost convins că gestul acesta trebuia să fie înfăptuit. Ceea ce am trăit în 18 decembrie 2006 este unul dintre cele mai bune argumente că acest Raport trebuia să existe. El a fost exact ca o hârtie de turnesol pentru că, în fața lui, aparent ca în fața vederii crucii de către diavol, s-au manifestat toate forțele Răului în Parlamentul României. Atunci am avut revelația cât de adânc aveam picioarele înfipte în acest trecut blestemat. Vladimir Tismăneanu era persoana ideală care să coordoneze Comisia, pentru că oamenii care au vorbit cel mai bine împotriva comunismului au facut-o dinăuntru. Vladimir Tismăneanu, pe lângă faptul că a cunoscut din interiorul unei țări comuniste ce înseamnă comunismul în diferite feluri, de la diferite paliere, a avut apoi experiența ideală pe care a luat-o în mediul academic american pentru a putea privi acest fenomen, simultan, cu familiaritate și distanță. Este, pesemne, cel mai calificat intelectual din lume în clipa de față pentru a vorbi despre comunismul românesc. Volumul lui Stalinism pentru eternitate este cartea clasică a domeniului.”

Unii comentatori consideră că între Tismăneanu și Gallagher ar fi intervenit totuși o împăcare datorată faptului că ambii sunt susținători ai președintelui Băsescu. Tom Gallagher a declarat într-un articol din cotidianul România Liberă:
„Nici o persoană aflată în viața nu a reușit să înfurie postcomuniștii de vază ai României mai profund ca Vladimir Tismăneanu. După un an de cercetări efectuate la solicitarea președintelui, echipa de savanți aflată sub coordonarea domniei sale a finalizat, în decembrie, raportul care oferea motive covârșitoare pentru condamnarea regimurilor 1946-1989. Documentul constituie, în plus, un bun temei juridic pentru elaborarea unui set de legi reparatorii față de cei nedreptățiți și abuzați în perioada comunistă. (...)Ineluctabil, m-am numărat și eu printre cei inițial sceptici la adresa opțiunii lui Băsescu. "Marele șoc", volumul de interviuri ale lui Tismăneanu cu Ion Iliescu, apăruse în 2004 - într-o perioadă în care PSD depunea asidue eforturi de estompare a unor voci externe influente pentru a eluda reformarea domeniilor-cheie ale statului. Tismăneanu argumenta atunci că, prin acceptarea ideii de alăturare a țării la NATO și UE, Iliescu ar semnala totodată și reconcilierea cu tabăra democrată. Argumentația merită, desigur, urmarită în timp. Laolaltă cu autorul, ne-am convins însă cu toții că intențiile lui Iliescu au fost departe de a fi unele pluraliste, vizând exclusiv legitimizarea elitei pe care a condus-o dintr-o era a dictaturii într-una ce-i drept nouă, dar marcată în esență de același spirit violent și represiv, devenit perfect vizibil în 1990-’91. Pentru a puncta asemenea interese, politologul a preferat să-și riște capul și bunul nume. Atât rezultatele demersului științific, cât și determinarea sa indomptabilă merită prețuite – în special în lumina insultelor care i-au fost aduse de elitarii postcomuniști și adepții acestora din mass-media. Îl asigur pe Vladimir Tismăneanu de întreaga mea considerație pentru eforturile domniei sale și ale membrilor Comisiei, dorindu-mi totodată ca diferendele inițiale să fie, de-acum, de domeniul trecutului.”

Charles King, profesor la Georgetown University, caracterizează astfel demersul Comisiei coordonate de Tismăneanu: 
„Raportul este cea mai serioasă, aprofundată și complexă încercare de a înțelege experiența comunistă a României care există în acest moment. A fost prezentat cu câteva săptămâni înainte de accederea României la UE și este încununarea a luni de febrilă muncă de cercetare. Se bazează pe mii de documente de arhivă, pe cele mai recente studii în domeniu din România și internaționale, dar si pe experiența comparativă a celorlalte țări din Europa de Est. Această muncă a fost realizată de unii dintre cei mai talentați, onesti și neinhibați cercetători și gânditori din România. Documentul acoperă aproape fiecare aspect al comunismului ca sistem de viață, analizând momentul instaurării acestui regim, dimensiunea și structura instituțiilor și instrumentelor represiunii, colectivizarea, situația bisericilor, economia, minoritățile naționale, educația s.a.m.d. […] Principalele sarcini ale Comisiei Prezidențiale s-au concentrat asupra moralității și puterii, și anume, să îi forțeze pe politicieni și societatea romanească să tragă o linie care să separe trecutul de prezent, să pună capăt oficial nostalgiei față de o perioadă de presupusă măreție și independență, și să accentueze pluralismul cultural și viitorul European de facto al tarii.”
 Alte analize ale “Raportului Final” și ale contribuției lui Vladimir Tismăneanu la condamnarea regimului communist din România pot fi găsite în Journal of Democracy și Post-Communist Studies, în timp ce altele sunt în curs de apariție în Eastern European Politics and Societies (jurnal la care Tismăneanu este editor-sef) și Journal of Cold War Studies.